# Schwedischer Verteidigungsbeschluss 1958
Der Verteidigungsbeschluss 1958 (Försvarsbeslutet 1958 oder FB58) wurde am 4. Februar 1958 vom Schwedischen Reichstag verabschiedet. Der Beschluss erfolgte vor dem Hintergrund des Prager Putschs, des Koreakriegs und des Ungarischen Volksaufstands von 1956. Es ging auch um die Frage der Bedrohung durch Atomwaffen, die Anpassungsfähigkeit und den möglichen Erwerb einer schwedischen Atomwaffe.

## Hintergrund
Für die Schwedischen Streitkräfte bedeutete der Beschluss eine Investition in Qualität statt Quantität, was eine geringfügige Reduzierung des Schwedischen Heeres bedeutete. Es erfolgte eine starke Umverteilung der Ressourcen von der Marine zur Luftwaffe, wo Angriffsflugzeuge die Aufgaben der größeren Schiffe übernehmen sollten. Gleichzeitig würde das Verteidigungsbudget jedes Jahr automatisch um 2,5 Prozent erhöht.
Der Verteidigungsbeschluss war eine breite politische Mehrheitsvereinbarung. Die Einschätzungen hinter dem Beschluss waren nicht ausschließlich von verteidigungspolitischen Überlegungen geprägt, sondern auch von anderen Faktoren wie der sozioökonomischen Entwicklung und der finanziellen Situation.
Der Beschluss bedeutete auch, einer anfänglichen Stärke Vorrang vor der Ausdauer zu geben. Die Entwicklung der sowjetischen Atomwaffen und die Einführung taktischer Atomwaffen durch die NATO und den Warschauer Pakt führten Anfang der 1960er Jahre zu einer umfassenden Umschichtung. Die zunehmende Bedrohung durch Atomwaffen führte zu Forderungen nach mehr Verbreitung, Mobilität und Schutz. Es wurde angenommen, dass ein Atomkrieg zu einem Oberflächenkrieg ohne klare Fronten und mit einem höheren Kampftempo führen würde.

## Das Heer
Für das Heer bedeutete der Beschluss, dass ein neuer moderner Panzer hinzugefügt werden würde. Vor dem Verteidigungsbeschluss wurden drei verschiedene Alternativen für weitere Studien entwickelt:
- Alternative A – Angloamerikanische Entwicklung (M60 Patton)
- Alternative T – Deutsch-Französische Entwicklung (Leopard 1)
- Alternative S – schwedischer Vorschlag. Ein Vorschlag, der bereits 1956 entwickelt wurde, ein Panzer der 30-Tonnen-Klasse mit einer kleinen Silhouette, starkem Schutz und guter Mobilität.

Alternative S war der Vorschlag, der den Zuschlag erhielt und zwar einerseits aufgrund der schwedischen Neutralitätspolitik und andererseits auch aus Gründen der Arbeitsmarktpolitik. Die ersten Prototypen des S-Wagens wurden zur Auslieferung 1961 bestellt. In den Jahren 1967–1971 wurden 290 Wagen des Panzers S (Stridsvagn 103) ausgeliefert und innerhalb der Panzertruppen verteilt.
Ferner wurde beschlossen, 1958 fünf Infanterie-Brigaden aufzulösen und zusammen mit einer Panzerbrigade in Infanterie-Brigaden umzuwandeln. In den Jahren 1957–1963 wurden zudem drei Regimenter als Mechanisierte Infanterie organisiert.

## Die Luftwaffe
Für die Luftwaffe bedeutete der Beschluss eine Stilllegung von Flottillen, aber durch diese Kürzung gab es Raum für eine Modernisierung und Verbesserung der verbleibenden Einheiten, einschließlich der Einführung der Flugzeuge Saab 32 Lansen und Saab 35 Draken. Die Idee war, die Möglichkeit zu haben, einen Angreifer aus größerer Entfernung zu treffen, und deshalb wurde die Luftwaffe aufgrund ihrer operativen Mobilität priorisiert. Diese Priorisierung erfolgte auf Kosten das Heer und der Marine.
Die vorhandenen Flugzeugtypen waren Kampfflugzeuge, Angriffs- und Aufklärungsflugzeuge folgender Typen:
- J29 Tunnan (Kampfflugzeug und später auch Aufklärungsflugzeuge)
- A32 Lansen (Angriffsflugzeug und später auch Aufklärungsflugzeuge und Kampfflugzeuge)
- J34 Hawker (120 Einheiten wurden erworben, um die Jagdkapazität zu erhöhen, während auf den J35-Drachen gewartet wurde.)
- J35 Draken (Kampfflugzeug für schnelle und hochfliegende Ziele, später auch als Aufklärungsflugzeug)

Zusätzlich zur Investition in neue Flugzeuge wurde beschlossen, dass die Luftwaffe mit zusätzlichen 31 Stützpunkten für Gesamtkosten von 250 Millionen ausgestattet wird und dass die Gesamtzahl der Luftwaffenstützpunkte 70 beträgt (darunter das Bas 60 System, ein Luftwaffenstützpunktsystem, das von der schwedischen Luftwaffe während des Kalten Krieges entwickelt und eingesetzt wurde). Es gibt drei verschiedene Arten von Basen:
- Basis A – wird das ganze Jahr über und rund um die Uhr verwendet
- Basis B – vorübergehend in Frieden und ständig im Krieg
- Basis C – nur im Krieg verwenden

## Die Marine
Für die Schwedische Marine bedeutete der Beschluss, dass ihr Anteil am Verteidigungsbudgets von 18 auf 12 Prozent reduziert wurde. Dies sollte umgesetzt werden, indem die großen Kriegsschiffe schrittweise ersetzt wurden durch Überwasserschiffe mit U-Jagd-Fähigkeit und eine größere Anzahl kleinerer Angriffsschiffe. Zur gleichen Zeit erhielten U-Boote einen größeren Verantwortungsbereich und eine höhere Effizienz. 
Durch den Beschluss wurde der Marineplan 60 hinzugefügt. Ein Marineplan, der die Entwicklung innerhalb der Marine in den 1960er Jahren leitete. Zu den Projekten, die hinzugefügt wurden, gehörte die U-Boote der Klasse HMS Sjöormen.

### Gedruckte Quellen
- Kungl. Maj:ts proposition nr 110 år 1955. In: riksdagen.se. Abgerufen am 31. Dezember 2018.
- Kungl. Maj:ts proposition nr 110 år 1957. In: riksdagen.se. Abgerufen am 31. Dezember 2018.
- Kungl. Maj:ts proposition nr 110 år 1958. In: riksdagen.se. Abgerufen am 31. Dezember 2018.
- Kungl. Maj:ts proposition nr 117 år 1959. In: riksdagen.se. Abgerufen am 31. Dezember 2018.
- Kungl. Maj:ts proposition nr 110 år 1962. In: riksdagen.se. Abgerufen am 31. Dezember 2018.